# La Chapelle-Hermier
La Chapelle-Hermier – miejscowość i gmina we Francji, w regionie Kraj Loary, w departamencie Wandea.
Według danych na rok 1990 gminę zamieszkiwały 563 osoby, a gęstość zaludnienia wynosiła 31 osób/km² (wśród 1504 gmin Kraju Loary La Chapelle-Hermier plasuje się na 811. miejscu pod względem liczby ludności, natomiast pod względem powierzchni na miejscu 633.).